# Ángel Anaya
Ángel Anaya Mayeta – kubański zapaśnik walczący w stylu wolnym. Srebrny medal na igrzyskach panamerykańskich w 1995 i brązowy w 1991. Cztery razy na podium mistrzostw panamerykańskich, srebro w 1990. Triumfator igrzysk Ameryki Środkowej i Karaibów i mistrzostw Ameryki Centralnej w 1990. Czwarty w Pucharze Świata w 1991 roku.